# Discolops strigicollis
Discolops strigicollis là một loài bọ cánh cứng trong họ Cerambycidae.